# Psychotria ramadecumbens
Psychotria ramadecumbens är en måreväxtart som beskrevs av Seymour Hans Sohmer. Psychotria ramadecumbens ingår i släktet Psychotria och familjen måreväxter. Inga underarter finns listade i Catalogue of Life.